# Франчук, Анатолий Романович
Анато́лий Рома́нович Франчу́к (укр. Анатолій Романович Франчук; 8 сентября 1935, Владимировка, Ильинецкий район, Винницкая область, УССР, СССР — 7 июля 2021) — бывший Премьер-министр Крыма в 1994—1996 и 1997—1998, народный депутат Украины в 1995—2006. Кандидат экономических наук. Академик Международной академии информатизации, Национальной академии наук Украины. Лауреат Государственной премии СССР. Заслуженный работник промышленности Автономной Республики Крым (2004).

## Образование
- 1951 — школа механизации (Ильинцы, Винницкая область);
- 1961 — Красноярский политехнический институт;
- 1980 — Академия народного хозяйства СССР.

## Биография
- 1951—1954 — механик МТС (Ильинцы, Винницкая область);
- 1954—1958 — служба в Советской Армии;
- 1958—1961 — ученик слесаря, электрик, 1961—1963 — мастер, старший мастер отдела технического контроля, 1963—1967 — начальник бюро технического контроля, 1967—1968 — заместитель начальника цеха на заводе телевизоров, Красноярск;
- 1968—1975 — начальник цеха, главный инженер электротехнического завода, г. Алма-Ата;
- 1975—1978 — директор радиотехнического завода «Спутник», Молодечно, Минская область;
- 1980—1987 — генеральный директор Симферопольского ПО «Фотон»;
- 1987—1990 — заместитель министра средств связи СССР;
- февраль 1990 — март 1991 — первый заместитель председателя Крымского областного исполнительного комитета;
- март 1991 — апрель 1994 — первый заместитель Председателя Совета Министров Крыма, одновременно ноябрь 1991 — сентябрь 1993 — начальник Главного управления экономики и рыночных отношений Совета Министров Крыма, декабрь 1993 — апрель 1994 — министр энергетики, промышленности и транспорта Крыма.

Источники утверждают, что карьерный рост и политическая непотопляемость Франчука напрямую была связана с его родством со вторым президентом Украины Л. Д. Кучмой. Его сын Игорь Франчук был женат на дочери президента Елене Кучме. Несмотря на развод в 1997 году они остались в хороших отношениях.
- апрель — октябрь 1994 — министр по управлению государственными предприятиями Крыма;
- октябрь 1994 — январь 1996 — Премьер-министр Крыма;
- январь 1996 — май 2006 — народный депутат Украины;
- май 1997 — май 1998 — Председатель Совета министров Крыма;
- 2000—2007 — председатель наблюдательного совета АО «Крымгаз»;
- 2010 — профессор кафедры фундаментальной экономической подготовки, консультант по международным вопросам частного высшего учебного заведения «Крымский институт бизнеса Университета экономики и управления».

В ночь на 9—10 августа 2018 в дом пенсионера А. Р. Франчука в с. Мирном, Симферопольского района, проникли злоумышленники. Минимум трое преступников связали его, а затем начали избивать по голове и ногам. Злоумышленники вскрыли три сейфа в доме и забрали, по информации Франчука, миллион рублей, 137 тысяч долларов и большое количество золотых украшений. Поскольку бывший чиновник находился в доме один, никто не смог оказать ему помощь. Избитого и связанного его нашёл утром личный водитель.

## Общественная деятельность
- Член партии «Видродження». В февраль — декабрь 2005 — и. о. председателя; с декабря 2005 — первый заместитель председателя партии «Видродження»[5].
- сентябрь 2007 — головный атаман Крымской республиканской организации Украинского реестрового казачества, наказной гетман Украинского Реестрового Казачества.
- Академик Академии экономических наук Украины , Международной академии информатизации[5].
- Мастер спорта СССР международного класса по классической борьбе[5].

## Награды и премии
- орден Ленина
- орден Октябрьской Революции
- два ордена Трудового Красного Знамени
- десять медалей
- Государственная премия СССР
- Почётная грамота Совета министров Автономной Республики Крым (2010)[7]
- Знак отличия Автономной Республики Крым «За верность долгу» (2012)[8]

## Семья
Родители — Роман Михайлович и Елизавета Арсениевна, колхозники.
Жена — Людмила Леонтьевна Франчук, заслуженный работник сферы услуг Украины (2003). Сыновья Игорь Франчук, народный депутат Украины и Александр Франчук, экономист, дочь Ирина.